# Jordan Oesterle
Jordan Oesterle (* 25. června 1992) je profesionální americký hokejový obránce momentálně hrající v týmu Boston Bruins v severoamerické lize NHL. S americkou hokejovou reprezentací získal v roce 2018 bronzovou medaili na MS.

## Klubové statistiky
| Sezóna      | Klub                 | Soutěž      |     | Základní část | Základní část | Základní část | Základní část | Základní část |   | Play off | Play off | Play off | Play off | Play off |
| Sezóna      | Klub                 | Soutěž      | Z   | G             | A             | B             | TM            | Z             | G | A        | B        | TM       |          |          |
| 2013/14     | Oklahoma City Barons | AHL         | 4   | 1             | 0             | 1             | 2             | 1             | 0 | 0        | 0        | 0        |          |          |
| 2014/15     | Oklahoma City Barons | AHL         | 65  | 8             | 17            | 25            | 8             | 10            | 1 | 3        | 4        | 8        |          |          |
| 2014/15     | Edmonton Oilers      | NHL         | 6   | 0             | 1             | 1             | 0             | —             | — | —        | —        | —        |          |          |
| 2015/16     | Bakersfield Condors  | AHL         | 44  | 4             | 21            | 25            | 10            | —             | — | —        | —        | —        |          |          |
| 2015/16     | Edmonton Oilers      | NHL         | 17  | 0             | 5             | 5             | 0             | —             | — | —        | —        | —        |          |          |
| 2016/17     | Bakersfield Condors  | AHL         | 44  | 7             | 25            | 32            | 10            | —             | — | —        | —        | —        |          |          |
| 2016/17     | Edmonton Oilers      | NHL         | 2   | 0             | 0             | 0             | 0             | —             | — | —        | —        | —        |          |          |
| 2017/18     | Chicago Blackhawks   | NHL         | 55  | 5             | 10            | 15            | 8             | —             | — | —        | —        | —        |          |          |
| 2018/19     | Arizona Coyotes      | NHL         | 71  | 6             | 14            | 20            | 12            | —             | — | —        | —        | —        |          |          |
| 2019/20     | Arizona Coyotes      | NHL         | 58  | 3             | 10            | 13            | 14            | 9             | 1 | 3        | 4        | 0        |          |          |
| 2020/21     | Arizona Coyotes      | NHL         | 43  | 1             | 10            | 11            | 10            | —             | — | —        | —        | —        |          |          |
| 2021/22     | Detroit Red Wings    | NHL         | 45  | 2             | 6             | 8             | 4             | —             | — | —        | —        | —        |          |          |
| 2022/23     | Detroit Red Wings    | NHL         | 52  | 2             | 9             | 11            | 19            | —             | — | —        | —        | —        |          |          |
| 2023/24     | Calgary Flames       | NHL         | 22  | 0             | 2             | 2             | 4             | —             | — | —        | —        | —        |          |          |
| 2023/24     | Calgary Wranglers    | AHL         | 30  | 2             | 17            | 19            | 4             | 6             | 0 | 1        | 1        | 2        |          |          |
| NHL celkově | NHL celkově          | NHL celkově | 371 | 19            | 67            | 86            | 71            | 9             | 1 | 3        | 4        | 0        |          |          |